# Lights (cantante)
Lights, pseudonimo di Valerie Anne Poxleitner (Timmins, 11 aprile 1987), è una cantautrice e musicista canadese.

## Biografia
Nata Valerie Anne Poxleitner in Ontario, Lights trascorre gran parte della sua infanzia in varie parti del mondo, dalle Filippine alla Giamaica, dall'Ontario a Vancouver. Si trasferisce a Toronto a metà degli anni 2000, durante i quali cambia il nome legale in Lights, e incontra Beau Bokan, frontman della band statunitense Blessthefall, che ha sposato nel 2012.
Inizia la sua carriera musicale come autrice e compone le musiche per la serie TV Instant Star. Nel 2007 incontra il suo futuro manager Jian Ghomeshi. Nell'agosto 2008 firma un contratto con la Underground Operations. Nello stesso periodo pubblica Drive My Soul, singolo di debutto seguito da February Air. Il suo primo album è uscito nel settembre 2009 con il titolo The Listening. Nello stesso anno vince il premio "miglior artista rivelazione" ai Juno Award.
Nell'agosto 2011 esce il brano Toes, che anticipa la pubblicazione del secondo album Siberia, diffuso in ottobre dalla Last Gang Records. Questo disco riceve una nomination ai Juno Award come "miglior album pop dell'anno". Nell'aprile 2013 esce Siberia Acoustic, album realizzato con il marito e contenente diversi brani acustici tratti da Siberia.
Nel settembre 2014 esce il terzo album di inediti Little Machines, vincitore ai Juno Award del premio come "Miglior album pop dell'anno".
A novembre 2018 collabora con deadmau5 per produrre il singolo Drama Free, utilizzato anche come main-track del film Polar. A partire da settembre 2019, è spalla di deadmau5 nel suo tour Cube V3.
Nel 2022 viene pubblicato il suo quinto album, PEP.

## Discografia

### Album in studio
- 2009 – The Listening
- 2011 – Siberia
- 2014 – Little Machines
- 2017 – Skin & Earth
- 2022 – PEP

### Raccolte
- 2013 – Siberia Acoustic

### EP
- 2008 – Lights
- 2010 – Acoustic
- 2012 – iTunes Session